# Lutz Fritsch

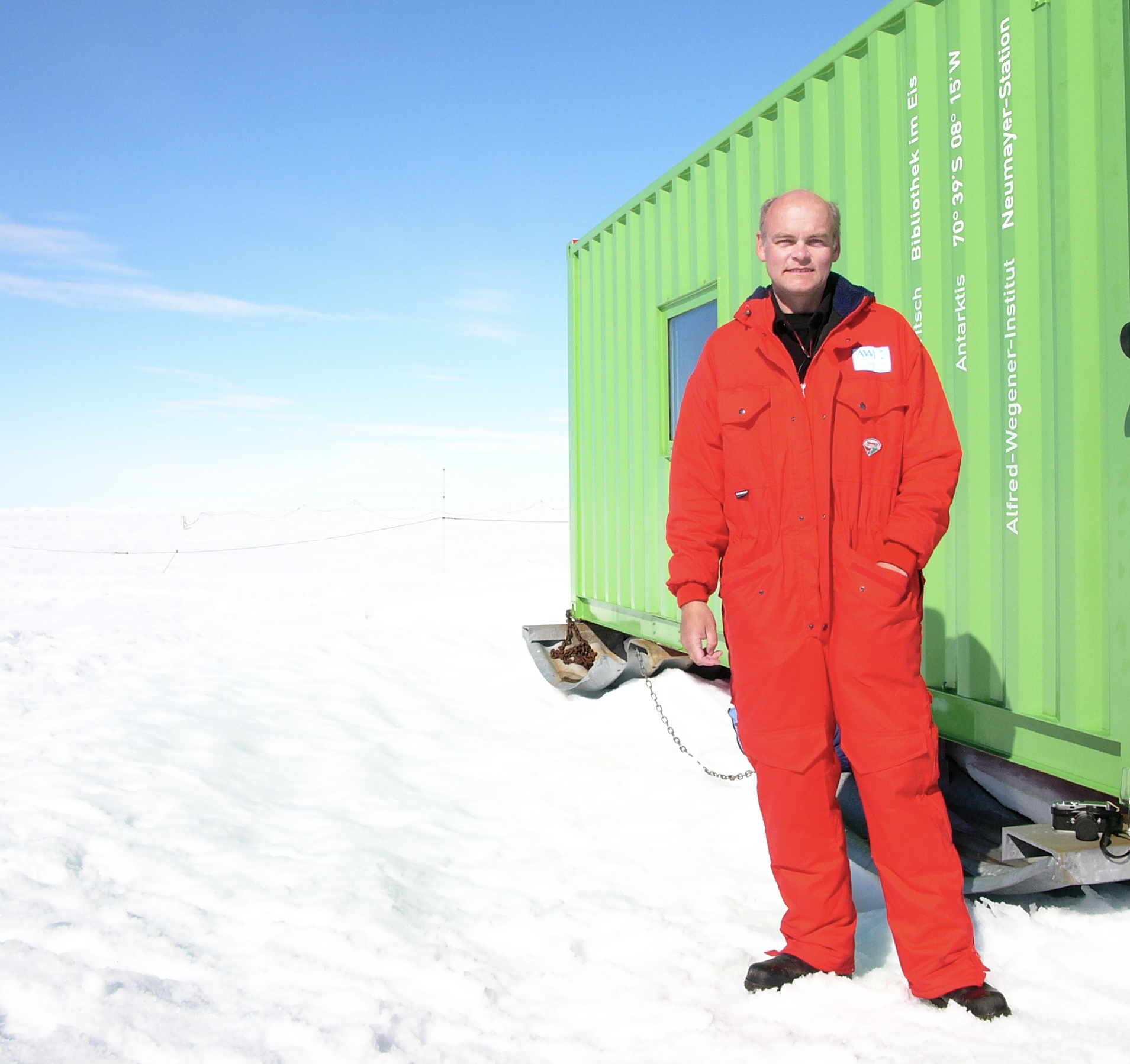
Lutz Fritsch neben seinem Projekt Bibliothek im Eis in der Antarktis

Lutz Fritsch (* 23. August 1955 in Köln) ist ein deutscher Zeichner, Bildhauer, Fotograf und Polarreisender.

## Leben
Von 1976 bis 1982 studierte Lutz Fritsch Bildhauerei an der Düsseldorfer Kunstakademie. 1984 erhielt er ein Stipendium des Kulturkreises des Bundesverbandes der Deutschen Industrie (BDI), zwei Jahre später ein Arbeitsstipendium der Stiftung Kunstfonds Bonn. 1995/1996 hatte er einen Lehrauftrag an der Kunstakademie Münster.
Fritsch lebt in Köln und arbeitet als Künstler mit farbigen Skulpturen im Innen- und Außenraum. Seine Fotografien zeigen den Blick des Bildhauers auf räumliche Zustände, urbane Situationen, während seine Zeichnungen mit dem gesehenen und erlebten Raum umgehen.

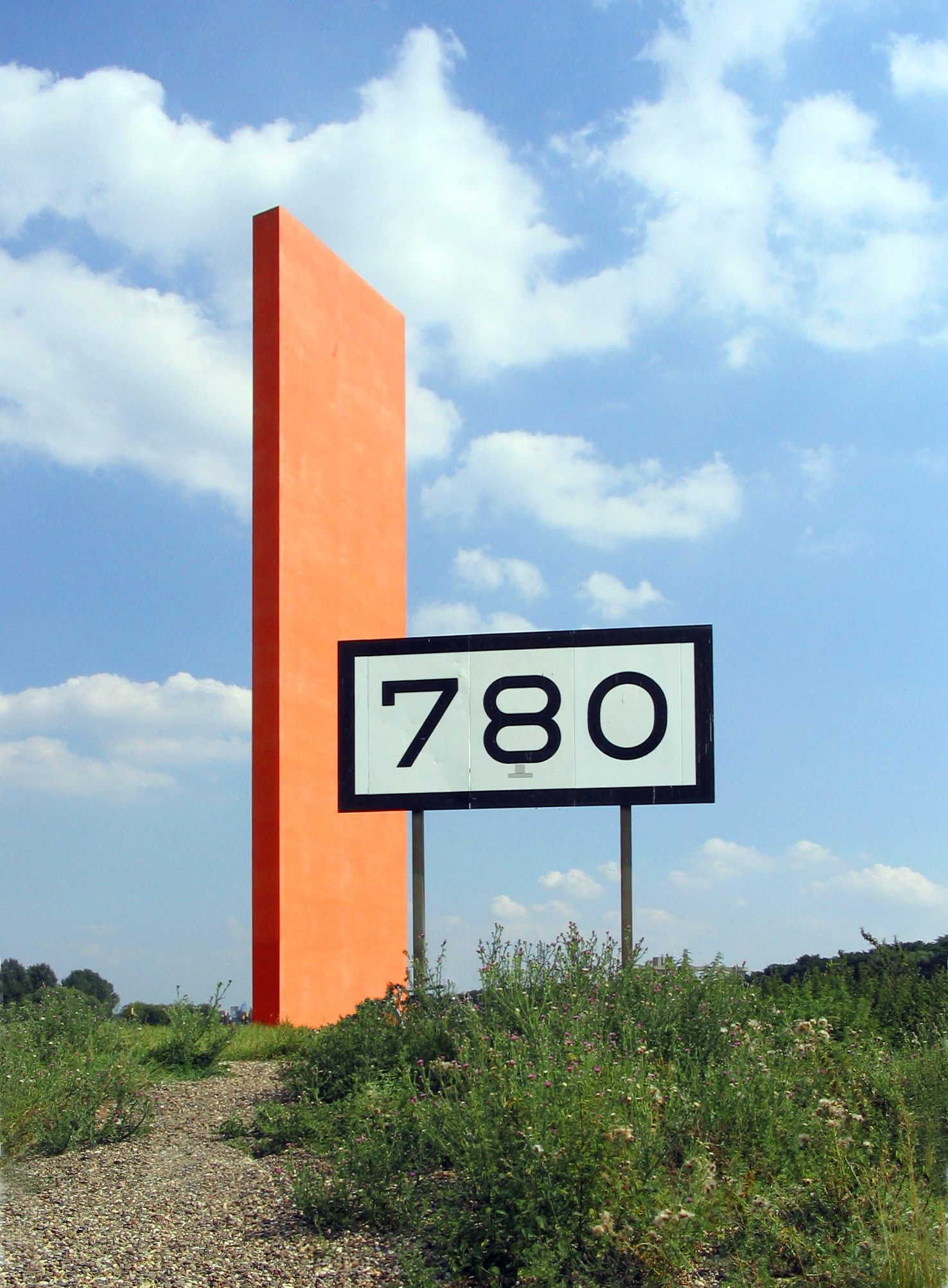
Rheinorange (1992) – Duisburg (Foto: 2004)

Seit 1990 arbeitet Lutz Fritsch an einer handgebastelten Serie „Postkarten lügen nicht“. Auf alten Postkarten, die er auf Flohmärkten und Antiquariaten entdeckte, platzierte er seine schlanken, roten Skulpturen mitten in die Landschaft. Die kleinen Collagen wirken so, als ob die Stelen real seien, zu den abgebildeten Panoramen dazugehören würden.
Mit den Außenskulpturen will Lutz Fritsch den Blick auf immer Übersehenes lenken, lang Vertrautes bewusst werden lassen und neue Orte des Geschehens bilden. Die Skulpturen strukturieren vorhandene Räume und definieren neue Räume. Sie sollen Orientierungspunkte, Landmarken im urbanen Raum sein, wie z. B. „Vorgang – Zustand“ in Bonn vor dem Schumannhaus, „Rheinorange“ an der Mündung von Rhein und Ruhr in Duisburg, „Der Stand der Dinge“ in Pforzheim oder auch seine „Bibliothek im Eis“.
Im September 2008 wurde die zweiteilige Großraumskulptur Standortmitte jeweils am Anfang und am Ende der Köln-Bonner Bundesautobahn 555 aufgestellt. Bei diesem Werk handelt es sich um zwei identische, 50 Meter hohe rote Stelen, die als moderne Obelisken ein weithin sichtbares Zeichen für die Verbundenheit der Städte Köln und Bonn darstellen.
Lutz Fritsch ist Mitglied im Deutschen Künstlerbund.

## Ausstellungen (Auswahl)
- 2015 – „Lutz Fritsch: Cosmos“, Museum Wiesbaden; 2016 Von der Heydt-Museum, Wuppertal
- 2008 – „Seite für Seite Raum für Raum“, Burg Wissem, Troisdorf
- 2006 – „Räume Welten“, (Interventionen) Museum Ludwig, Köln
- 2005 – „aus dem Eis“, Bad Münstereifel/Mutscheid
- 2004 – „an Ort und Stelle“, Berlin
- 2003 – „In Sichtweite“, Kunstmuseum Bonn/Stiftung caesar, Bonn
- 2002 – „Im Verborgenen“, Bad Münstereifel/Mutscheid
- 2002 – „Eskimo – Packeis“, Kunstmuseum Bochum
- 2001 – „Das Eine und das Andere“, Ludwig Museum Koblenz
- 2000 – „auf dem Land“, Bad Münstereifel/Mutscheid
- 1997 – „Raumstandort“, Kunstraum Fuhrwerkswaage, Köln
- 1996 – „ORANGERIE“, Orangerie Schloss Augustusburg, Brühl
- 1995 – „HEUTE HIER“, Paris
- 1995 – „Hier und Da“, Kreissparkasse Altenkirchen
- 1992 – „Raumsichten“, Städt. Museum Schloß Morsbroich, Leverkusen
- 1992 – „Rheinorange“, Wilhelm-Lehmbruck-Museum, Duisburg
- 1991 – „Raumsichten“, Skulpturenmuseum Glaskasten Marl
- 1985 – „Skulptur am Fort“, Skulpturenpark am Kölner Festungsmuseum, Köln.

## Werke (Auswahl)
- Einstieg (1986),  Skulpturenpark Im Tal in Hasselbach (Westerwald)[6]
- Um-gang (1988/9), 2-teilige Stahlskulptur, Höhe 3,6 m, City See in Marl
- EIN STAND (1990), im Skulpturenensemble Moltkeplatz Essen[7]
- Maßlos (Vertikal ROT) (1991), Skulpturengarten Schloss Morsbroich in Leverkusen
- Der Stand der Dinge (1991), zweiteilige Stahlskulptur, Höhe 30 m, Neigung 5°, Vincenzia-Park im Enzauenpark Pforzheim[8]
- Rheinorange (1992), Stahlskulptur, Höhe 25 m, an der Rhein-Ruhr-Mündung in Duisburg[9] bei Rheinkilometer 780[10]
- Ort/Lage (1993), Dresden
- im Vorfeld (1993), im Geo-Zentrum an der KTB in Windischeschenbach
- Vorgang Zustand (1995), 8-teilig, Schumannshaus in Bonn
- Hier und Da (1995), 4-teilige Innen- und Außenskulptur, in der Hauptstelle der Sparkasse Westerwald-Sieg in Altenkirchen (Westerwald)
- Zwischen Innen und Außen (1996), 8-teilig, Waiblingen
- Einsatz-Ort (1998), Gütersloh
- Nah und Fern (1998), 6-teilig, Suhl
- Raumtor (2001), Hillscheid
- Zwischen Himmel und Erde (2003), Höhr-Grenzhausen
- Ferne Nähe (2003), 26-teilig, Bonn
- Bibliothek im Eis (2003),  nahe der Neumayer-Station III an der Atka-Bucht in der Antarktis
- Zeitraum (2007), 2-teilig, Bergisch Gladbach
- Leuchtturm (2008), Stahlskulptur, Höhe 26 m,  kinetisches Objekt, in Köln
- Standortmitte (2008), 2-teilige Stahlskulptur, Höhe 50 m, am Anfang und am Ende der Köln-Bonner Bundesautobahn 555

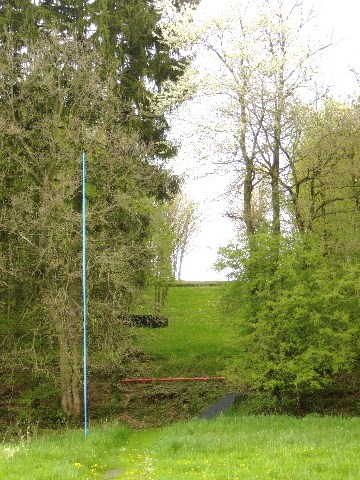
Einstieg (1986) – Skulpturenpark Im Tal
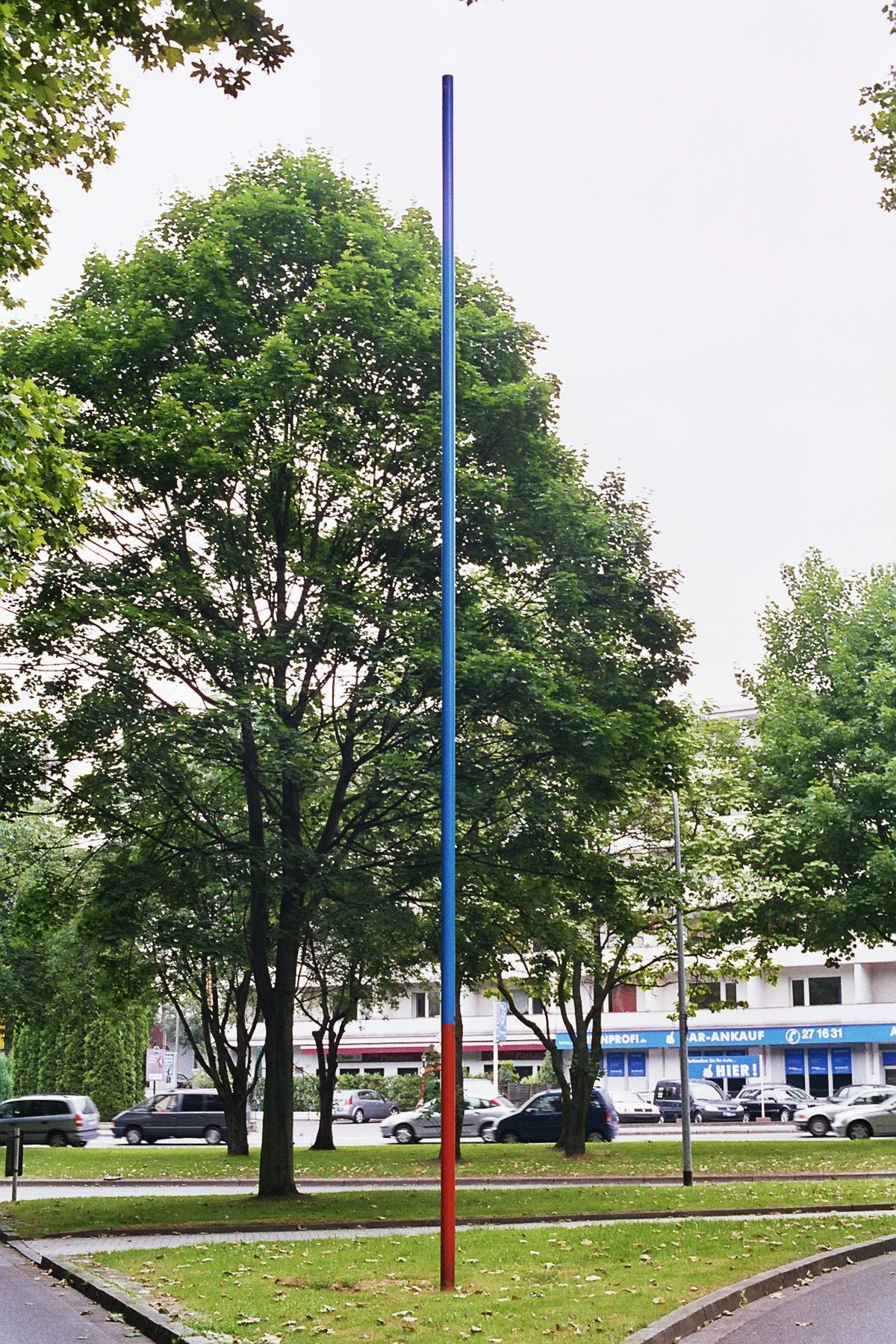
EIN STAND (1990) Skulpturenensemble Moltkeplatz Essen
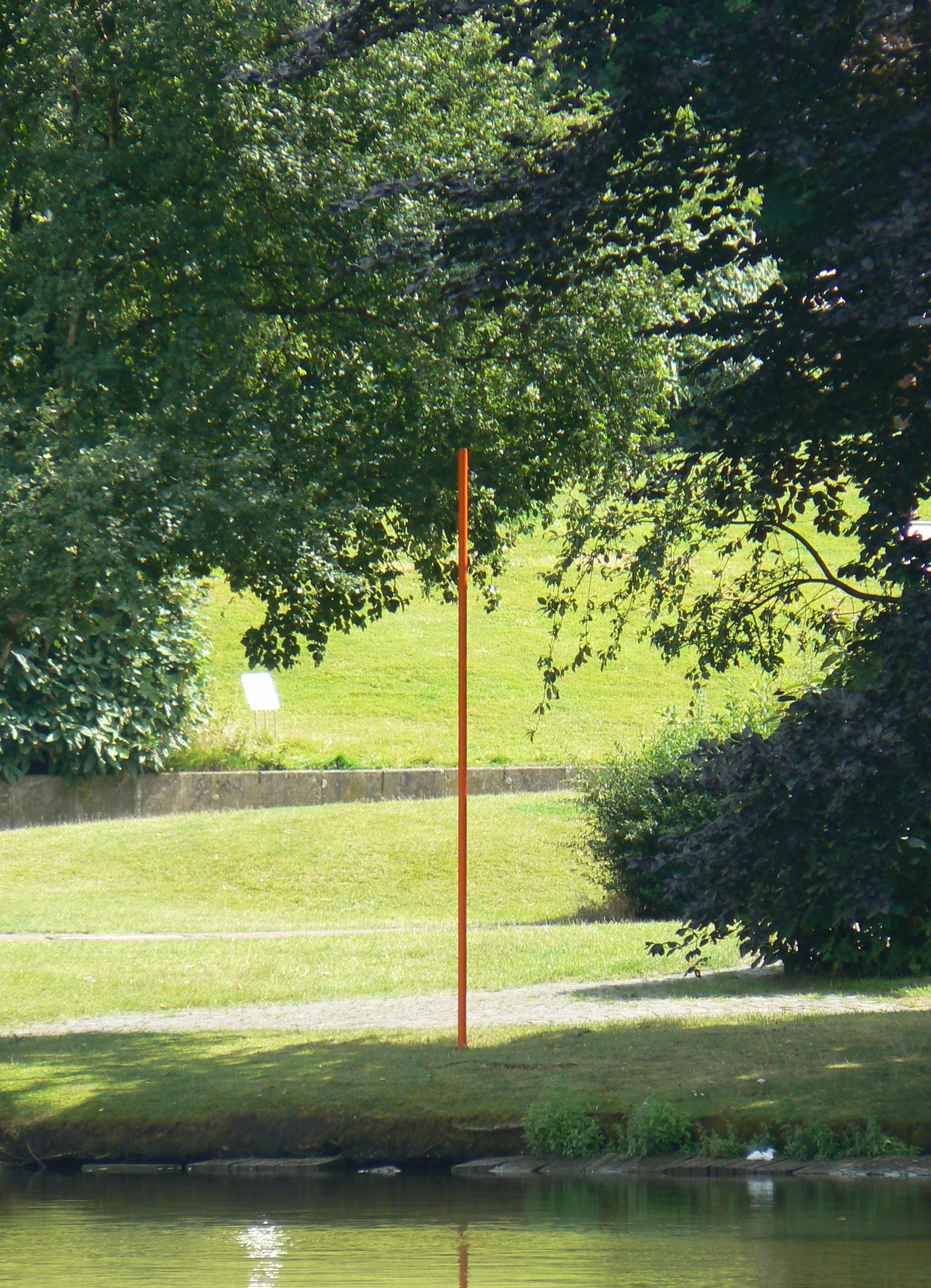
Um-gang (1988/9), City See in Marl
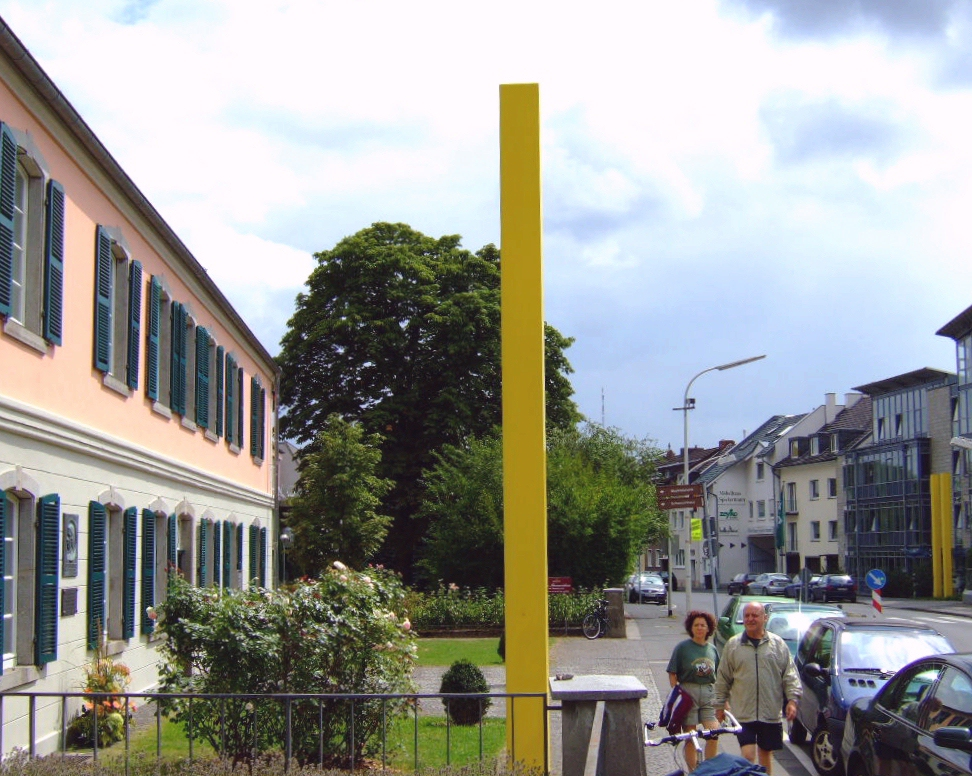
Vorgang – Zustand (1995) – Stelen vor dem Schumannhaus in Bonn
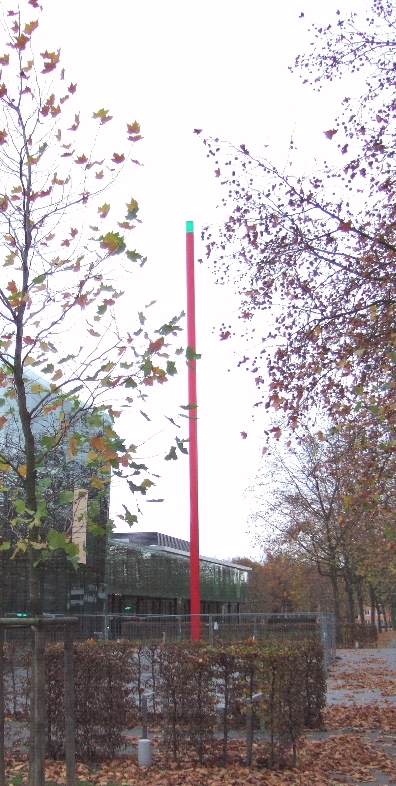
Ferne Nähe (2003) in Bonn